# 아바카비르/라미부딘
아바카비르/라미부딘(abacavir/lamivudine)은 키벡사(Kivexa)라는 상호명으로 판매되는, 후천면역결핍증을 치료하기 위한 고정 용량의 항레트로바이러스 복합제제이다. 위 약물은 아바카비르와 라미부딘을 함유하고 있다. 기타 항레트로바이러스제와 같이 사용할 것을 권고하고 있다. 아이들 치료에 선호되어 보편적으로 사용된다. 정제로, 경구복용한다.
흔한 부작용으로는 불면증, 두통, 우울증, 피로, 오심, 발진과 발열이 있다. 심각한 이상반응으로는 고젖산혈증, 알레르기 반응과 간 비대가 있다. HLA-B*5701이라는 특정 유전자를 가진 사람들에게는 권장되지 않는 치료약물이다. 임산부에 대한 충분한 연구가 이루어지지는 않았지만 사용을 해도 괜찮은 것으로 보인다. 라미부딘(lamivudine)과 아바카비르(abacavir)는 둘 다 뉴클레오사이드 역전사효소 억제제(NRTIs)이다.

아바카비르/라미부딘은 2004년 미국에서 사용 승인을 받았다. 세계보건기구의 필수 약물 리스트(World Health Organization's List of Essential Medicines)에 올라가있는 약물 중 하나이다.

## 사회 및 문화

### 상품명
미국을 제외한 대부분의 나라에서는 키벡사(Kivexa)로 판매되고 있다. 미국의 경우 ViiV Healthcare라는 제약회사의 상품명 엡지콤(Epzicom)이 판매되고 있다.

### 법적 해결과제
테바 제약회사(Teva Pharmaceuticals)와 루핀 제약회사(Leading Global Pharmaceutical Company; Lupin Ltd) 둘 다 아바카비르, 라미부딘과 아지도티미딘(AZT)을 복합적으로 이용해 개발한 에이즈 치료제에 대해 미국의 약식 신약허가 신청(ANDA)을 했으며 이와 관련해 특허 분쟁이 진행 중이다. 2013년 미국 지방 법원에서 엡지콤(Epzicom)과 트리지비르(Trizivir)에 대한 특허권의 타당성을 인정하였다. 이 외의 사항들은 2014년 11월 20일 현재 소송 또는 항소가 진행 중이다.

## 같이 보기
- 아바카비르/라미부딘/지도부딘, 상품명 Trizivir (트리지비르)
- 아바카비르/돌루테그라비르/라미부딘, 상품명 Triumeq (트리우메크)